# 上武大学の人物一覧
上武大学の人物一覧（じょうぶだいがくのじんぶついちらん）は、上武大学に関係する人物の一覧記事。

## 主な教職員
- 谷口英規 - ビジネス情報学部スポーツ健康マネジメント学科准教授・上武大学硬式野球部監督。
- 田中秀臣 - ビジネス情報学部国際ビジネス学科教授
- 植木繁晴 - ビジネス情報学部スポーツ健康マネジメント学科教授。
- 花田勝彦 - 元・ビジネス情報学部スポーツ健康マネジメント学科准教授、元・上武大学駅伝部監督。
- 近藤重勝 - 2016年より上武大学駅伝部監督。
- 岩政大樹 - サッカー部監督・ビジネス情報学部スポーツ健康マネジメント学科准教授（元サッカー日本代表）。

## 主な出身者

### 政財界
- 神達岳志 - 茨城県常総市長
- 白石高司 - 福島県田村市長
- 田村公正 - USEN社長

### 芸能・音楽
- Mr.Blistah（ミスターブリスタ） - ミュージシャン、MC。
- 鈴木拓（ドランクドラゴン） - お笑い芸人

### スポーツ

#### サッカー
- 飯田健巳 - 元プロサッカー選手

#### 野球
- 安達了一 - 元プロ野球選手（オリックス・バファローズ）
- 荒巻悠 - プロ野球選手（読売ジャイアンツ）
- 石井将希 - 元プロ野球選手（阪神タイガース）
- 石川俊介 - 元プロ野球選手（阪神タイガース）
- 井納翔一 - 元プロ野球選手（読売ジャイアンツ）
- 加賀繁 - 元プロ野球選手（横浜DeNAベイスターズ）
- 加藤翔平 - 元プロ野球選手（中日ドラゴンズ）
- 菊地和正 - 元プロ野球選手（群馬ダイヤモンドペガサス）
- 越川昌和 - 元プロ野球選手（群馬ダイヤモンドペガサス）
- 佐藤蓮 - プロ野球選手（阪神タイガース）
- 島田海吏 - プロ野球選手（阪神タイガース）
- 豊田拓矢 - 元プロ野球選手（埼玉西武ライオンズ）
- ブライト健太 - プロ野球選手（中日ドラゴンズ）
- 古川裕大 - プロ野球選手（北海道日本ハムファイターズ）
- 松井雅人 - 元プロ野球選手（オリックス・バファローズ）
- 三木亮 - 元プロ野球選手（千葉ロッテマリーンズ）
- 宮川哲 - プロ野球選手（東京ヤクルトスワローズ）
- 吉野光樹 - プロ野球選手（横浜DeNAベイスターズ）

#### 陸上競技
- 園田隼 - 長距離走・マラソン選手（黒崎播磨）
- 坂本佳太 - 長距離走（小森コーポレーション→ひらまつ病院→愛知製鋼）
- 太田黒卓 - 長距離走（八千代工業→ひらまつ病院→西鉄）

#### バスケットボール
- 細川一輝 - プロバスケットボール選手